# Rue Bertrand-Geslin
La rue Bertrand-Geslin est une voie de Nantes, en France.

## Situation et accès
Située dans le centre-ville de Nantes, la rue Bertrand-Geslin est bitumée et ouverte à la circulation automobile. Elle relie la place de l'Édit-de-Nantes au boulevard Gabriel-Guist'hau. Elle croise la rue Sévigné.

## Origine du nom
Elle rend hommage à Jean-Baptiste Bertrand-Geslin, qui fut maire de Nantes de 1805 à 1813,.

## Historique
Une fois prise la décision de la municipalité d'aménager le carrefour des Gastineaux en place (qui deviendra plus tard celle de l'Édit-de-Nantes), en 1833, certains propriétaires, dont Charrier, proposent de vendre à la Ville des espaces nécessaires à de nouvelles rues, ce qui permettrait de faire monter le prix de l'immobilier. Mais la mairie refuse d'être engagée à quoi que ce soit, mettant en avant qu'elle doit planifier les travaux de la voirie en fonction de ses ressources. En 1839, le plan de la nouvelle place de Gigant est validée par le roi, Louis-Philippe Ier. Les rues existantes y apparaissent plus larges et alignées, et deux projets figurent en pointillé : les futures rues Bonne-Louise et Berttrand-Geslin.
Le 10 novembre 1841, le percement de la future rue Bertrand-Geslin est décidée, dans le prolongement de la rue Descartes. L'opération semble s'engager de la même manière que pour la rue Bonne-Louise : deux gros propriétaires, MM. Charrier et Duvigneaux, pour permettre la création de la voie, échangent ou offrent même des parcelles de terrain, escomptant jouer sur la spéculation immobilière. Mais dans le cas de rue Bertrand-Geslin, des propriétaires font opposition, et la municipalité doit négocier plusieurs années. La décision officielle de création est prise le 19 février 1846.
La voie, qui a été à sa création brièvement une portion de la rue Descartes, prend son nom actuel à la suite d'un arrêté du maire du 21 juillet 1848.